# Gotejamento pós-nasal
O gotejamento pós nasal (GPN) ocorre quando o muco excessivo é produzido pela mucosa nasal. O excesso de muco é acumulado na parte anterior do nariz e eventualmente na garganta, uma vez que goteja de volta para ela. Esta condição pode ser causada por rinite, sinusite, doença do refluxo gastroesofágico ou por problemas associados à deglutição, como o distúrbio da motilidade esofágica. Além disso, alergias, gripe, resfriado e efeitos colaterais de medicamentos podem estar associados.
No entanto, pesquisadores argumentam que o fluxo do muco de volta para a garganta advindo da cavidade nasal é um processo fisiológico normal que ocorre em indivíduos saudáveis. O gotejamento pós-nasal tem sido definido com uma síndrome e, também, como um sintoma por vários pesquisadores. Ademais, a refutação é reforçada devido à falta de aceptação da definição do termo, mudanças do tecido patológico e a existência de testes bioquímicos disponíveis.